# شکند گمانیک ویچار
شکند گمانیک ویچار(همچنین با خوانش شکند گمانیک وِزار) به معنای گزارش گُمان‌شکن (گزارشِ رفعِ شبهه) کتابی به فارسی میانه و از کتاب‌های مهم زرتشتیان به‌شمار می‌رود. این کتاب برای اثبات بنیادهای دین زرتشت و در رد دین‌های یهودی، مسیحیت، آیین مانوی و تا اندازه‌ای (با اندکی پایِش‌مندی) دربارهٔ اسلام نوشته شده است. نویسندهٔ این کتاب مردان‌فرخ پسر اورمزدداد سیستانی است که در میانهٔ سدهٔ نهم میلادی، هم‌زمان با نیمهٔ نخستینِ سدهٔ سوم هجری و در زمان فرمانروایی مأمون خلیفهٔ عباسی دست به کار نوشتن این کتاب زده است. او در این کتاب برای دین زرتشتی و رد ادیان دیگر، پُرسمان‌های فلسفی بسیاری را پیش کشیده است که در پی‌بردن به باورهای ایرانیانِ وقت در مسائل فلسفی و دینی یاری می‌رساند. پژوهشگران همچنین توانسته‌اند به یاری این کتاب بسیاری از واژه‌های فلسفی در فارسی میانه را بشناسند.
این کتاب نشان می‌دهد که تا زمان‌ها پس از چیرگی تازیان بر ایران، کسانی بودند که به اسلام نگرویده بودند. پژوهش‌های فریدون فضیلت بر روی گسترهٔ کتاب دینکرد نشان از نزدیکی تنگاتنگ میان «مردان فرخ» با «آذرباد پسر اِمید»، آخرین تدوینگر کتاب دینکرد دارد، به‌طوری که فرگردِ نهمِ کتابِ شکند گمانیک ویچار قطعهٔ کامل کتاب سوم دینکرد است. برخلاف دیگر نویسندگان پهلوی که از دیدگاه شیوهٔ نگارش بیشتر هَناییده (تأثیرپذیرفته) از متن پهلوی یسنا هستند، مردان‌فرخ بیشر هناییده از ادبیات کتاب دینکرد است. نبوغ بی‌مانند وی در فرگردهای اول تا پنجم کتاب به شکلی درخشان دیده می‌شود.

## نویسنده
آنچه از مردان‌فرخ می‌دانیم اندک است و این داده‌های اندک نیز از برخی بخش‌های همین کتاب به دست آمده که نویسنده به خود اشاره کرده است.
در کتاب گفته شده که او در زمان سلطنت مأمون می‌زیسته است: «به راستی که او پس از زمان روشن، پسر آتور فْرُبَگ، پسر فرخ‌زاد، می‌زیست. … آبالیسِ زندیک، با آتور فْرُبَگ، پسر فرخ‌زاد، دارای نمایندگی مذهبی بود. در حضور خلیفهٔ مأمون که در سال‌های ۸۱۳ تا ۸۳۳ پس از میلاد سلطنت کرد.»
در سرآغاز کتابش می‌گوید: «نوشتن آن از سوی من است که مردان‌فرخ، پسر اُهرمزدداد هستم». او در ادامه می‌گوید: «من در همهٔ دوران جوانی‌ام، پرشور، جویا و پژوهندهٔ راستی بوده‌ام.» او اعلام می‌کند: «دست‌ یافتنِ راستی، تنها مؤمنان است، به واسطهٔ یگانگیِ راستی.»
اینک همانگونه که پیشتر گفتم، همیشه مشتاق شناختن خدا بودم و در جستجوی دین و ارادهٔ او کنجکاو بودم. با این روحیهٔ تحقیق به کشورهای بیگانه و به هند سفر کرده‌ام… چون دین خود را تنها به این دلیل برنگیزده‌ام که آن را به ارث برده‌ام، بلکه محکم‌ترین دین را بر اساس دلیل و مدرک می‌خواستم.
گویا مردان‌فرخ نویسنده‌ای جوان، جدی، اهل سفر و متعهد بوده است. او ماهرانه با دین خود، اعم از نوشته‌ها و دیدگاه مراجع آن، آشنا بوده. همچنین با سایر نظام‌های اعتقادی آشنایی داشته است. مردان‌فرخ در میان نویسندگان زرتشتیِ هم‌دوره‌ای‌اش به بهترین وجه می‌تواند فیلسوف و خردگرا محسوب شود. یک مرد غیر روحانیِ اندیشمند که از کتاب‌های کاهنی زرتشتیِ پهلوی (فارسی میانه) استفاده می‌کرده؛ کار او «به دلیل وضوح فکری و ترتیب منظم آن، متمایز است» این یک «جو عقل‌گرایانه و فلسفی» را ایجاد می‌کند.

## درون‌مایه
این کتاب حاصل یک «رنسانس زرتشتی» است که کمی پیش از فرایندِ «زوال سریعِ آیین زرتشتی، مهاجرت زرتشتیان به هندوستان و گرایش زرتشتیان به اسلام» رخ داده است. می‌توان دلایلی را برای این رنسانس برشمرد:
نخست، زمانه نه‌ تنها اجازهٔ چنین نوشته‌هایی را می‌داد، بلکه برمی‌انگیخت. معتزله یا آزاداندیشان اسلامی که بسیاری از آنها ایرانی بودند، فضای بحث آزاد و علاقه به مسائل فلسفی و کلامی را ایجاد کرده‌ بودند… دوم اینکه زرتشتیان در حالِ از دست دادنِ موقعیت خود بودند و از سرپیچیِ ستیزه‌جویانه از اسلام یا اعراب به یک دفاعِ فکریِ گذر کردند. این را می‌توان در آثاری مانند شکندگمانیک ویچار دید. و سوم اینکه نیازِ زرتشتیان به «رساله‌های مکتوب» نسبت به گذشته بیشتر شده بود.
نویسندهٔ این کتاب کوشیده است برای دفاع از دین زرتشت از برهان‌آوری‌های سازگار با خرد سود بجوید و کمتر به افسانه و اسطوره متوسل شده است.
مردان‌فرخ در نیمهٔ نخست کتابش، به پاسخ پرسش‌های متداول زرتشتیان مانند پرسش‌های مهریار پسرِ مهماد اصفهانی می‌پردازد. معضل حادِ اخلاقی این است که چگونه و چرا یک خدایِ دانا و قدرتمند، جهانی را می‌آفریند که ظاهراً بسیار ناقص است و می‌تواند در مواقعی برای موجوداتی که در آن می‌زیَند، بی‌رحم جلوه کند. او آنچه ثنویت را اثبات می‌کند. نویسنده در صفحات باقی‌مانده، خود به‌طور انتقادی به دیگر ادیان همسایه می‌پردازد. او به آموزه‌های قرآن، و بعداً به آموزه‌های انجیل و متون مقدس عبری می‌پردازد. او از مسئلهٔ شر اپیکور برای به چالش کشیدن عبارت بسم «الله الرحمن الرحیم» بهره برده است. پیش از این‌ها ماده‌گرایان (خداناباوران یا فیلسوفان) را مورد بحث قرار می‌دهد و مردود اعلامشان می‌کند و در نهایت با نقد مانویت پایان می‌یابد. بخش نهایی کتاب ناقص است و کامل به امروز نرسیده است. با اندکی ارفاق، کار او را می‌توان به‌عنوان پیشگامی نوپا در مطالعات دینیِ تطبیقی توصیف کرد؛ البته با در نظر داشتِ اینکه از دیدگاه یک زرتشتیِ سده نهمِ میلادی ارائه شده است.

### روش‌شناسی
مردان‌فرخ در جایی (با موضوعِ موردِ بحثِ وجودِ «موجودِ مقدسِ متعال») چندین رویکرد ویژه را برای کشف حقیقت بیان می‌کند: «دانستن هر چیزی در سه حالت است: برخی چیزها اجتناب‌ناپذیرند، برخی با قیاس فهمیده می‌شوند، برخی چیزها ممکن و مناسب به نظر می‌رسند.» در جای دیگر «ملموس‌ بودن مستقیمِ طبیعیِ چیزی» را هم به سه روش مذکور می‌افزاید.
نمونه‌ای از دانش اجتناب‌ناپذیر این است که «یک‌یکّی(۱×۱) یک است و دو افزون‌بر دو(۲+۲) چهار است و نمی‌توان گفت که یک‌ وقت یا جایی دودوتا(۲×۲) می‌شود پنج یا سه.» دانش از طریق قیاس چیزی نامرئی را اعلام می‌کند که از مرئی از طریق تشابه یا شباهت به دست آمده است. مثالا، از حضور یک چیزِ ساخته‌ شده ممکن است سازندهٔ غایب را استنباط کنیم. و در حالت سوم، گویا فهمِ ما به اعتماد به شخصیت خوبِ فردی که شهادت می‌دهد متکی است. این توجه به روش‌ها (منطق، قیاس و استنتاج، شهادت و شواهد ملموس) نشان‌دهنده دقت و مهارت محترمانهٔ نویسنده در متقاعد کردن اند.

### خیر و شر(نیک و بد)
در باب الهیات، مردان‌فرخ فشرده‌ای از آموزه‌های زرتشتی را ارائه می‌دهد: اهورامزدا، آفرینندهٔ جهان در مخالفت و اعتراض با اهریمن است. نویسنده این باور را با اشاره به حضور دو جبههٔ نیک و بد در همه جای جهان، مانندِ «تاریکی و روشنایی»، «دانش و نادانی»، «عطر و بوی تعفن»، «زندگی و مرگ»، «تندرستی و بیماری»، «دادگری و بی‌نظمی» و «بردگی و آزادی» توجیه می‌کند. برخی تضادها مانند «نر و ماده» و «خورشید و ماه»، در این فهرست نمی‌گنجند چون هرچند ظاهراً متضاد هستند اما نیستند: «زیرا جایی که نیکی وجود دارد، ممکن است بدی نباشد. جایی که نور پذیرفته شود، تاریکی رانده می‌شود.» بنابراین هر کدام از اعضای این جفت‌های متضاد در طبیعت، ناشی از تضادِ آشتی‌ناپذیرِ اهورامزدا و اهریمن هستند. «جهان مادی معلول معنویات است.»
بر این اساس، اهورامزدای دانا و توانا، سازندهٔ شری نیست که آفرینش را بیازارد. مردان‌فرخ قاطعانه موضع می‌گیرد که: «خدا، خوب است.» براساس آیین زرتشت، اهورامزدا دشمنِ اهریمن است که اهریمن مایهٔ تباهی جهان است.
مردان‌فرخ در پاسخ به پرسشِ «اگر اهورامزدا توانمند است، چرا جلوی اهریمن را نمی‌گیرد؟» می‌گوید: «توان‌مندی اهورامزدا در کارهای ممکن است و نه نشدنی‌ها. ذات اهریمن، تغییرناپذیر است و کنترل‌شدنی نیست.»
مانک‌جی نوشیروان‌جی دهالا، دستورِ هندی می‌گوید:
نویسندهٔ شکند گمانیک ویچار، که خود از برجسته‌ترین دوگانه‌باوران است، در بحث‌های خود علیه دیگر ادیان، قویاً تأکید می‌کند که خیر و شر به‌هیچ‌وجه نمی‌توانند از یک منبع سرچشمه گرفته باشند. شر را به اندازهٔ خیر دارای وجود مستقل و کامل می‌داند. آنها هر دو ازلی هستند. آنها به قدری از یکدیگر جدا هستند که نه خیر از بد سرچشمه می‌گیرد و نه شر از خیر. هر یک از آنها به خودیِ خود وجود دارد و تضاد دائمی با دیگری دارد.
مردان‌فرخ مشاهده می‌کند که اگر اهورامزدا و اهریمن، جهان را با مشارکت یا با مداخلهٔ هم‌زمان می‌آفریدند، «اهورامزدا «همدست و همکار اهریمن در مضرات و بدی‌هایی بود که پیش می‌آید.» (که این یک تناقض است و تناقض، درست نیست)
«اهورامزدا پیش از آفرینش در نَفْسِ خود کاملاً وجود داشته است، به گونه‌ای که «کمال او در این است که از بیرون نیازی به امتیاز و افزایش نداشته‌باشد. از این رو، زمانی که او جهان را آفرید، برای به دست آوردن هیچ‌گونه مزیت و تمجید نبود. با این حال اهورامزدا عاقل و خردمند است و اعمال او نمی‌توانند غیرمنطقی یا بی‌حکمت باشند.» مردان‌فرخ می‌افزاید: «پس نتیجه می‌گیریم که دلیل و مناسبتِ آفرینش جهان دفع و شکستِ دشمن بیرونی او یعنی اهریمن و شکست دادنِ شرِ اهریمن بوده است. این تمام دلیل و مناسبت عمل آفرینش است.»
راهبرد اهورامزدا این بوده که با آفرینش نیکو، دامی برای گرفتن اهریمن و خنثی‌کردن شر او آماده سازد. اهریمن که پرخاشگر، عجول و نادان است، عاقبت نهایی را نمی‌داند و در برابر اهورامزدایِ متفکر و مدبر، قطعاً نتیجهٔ نهایی، پیروزیِ خیر خواهد بود. بدون شک آفرینش بازیابی خواهد شد: تمام فرایند کیهانی از آفرینش نخستین توسط اهورامزدا و حمله اهریمن تا بازسازی پیروزمندانهٔ خوبی‌های جسمانی خلقت، دوازده هزار سال به طول می‌انجامد. در کنار امشاسپندان، بشریت در شکستِ «دُروج» (دروغ) و پیروزی «آشه» (حقیقت) نقش حیاتی ایفا می‌کند.
مردان‌فرخ خاطرنشان می‌کند: «وظیفه مخلوق، درک و اجرای ارادهٔ خالق و پرهیز از آنچه منکر اوست، است.» انجام این کار «پاسدار روح است». ارادهٔ خالق از طریق دین او شناخته می‌شود.

### نقد اسلام
از آنجایی که حکومت‌های اسلامی-عربی در ایرانِ زمانِ مردان‌فرخ دایر بودند، او در نقد خود محتاطانه با اسلام برخورد کرده است. زرتشتیان در آن زمان زیر فشار فزاینده‌ای می‌زیستند:
در اواخر قرن نهم میلادی، اسلام از پشتیبانی کامل قدرت در همه‌جا برخوردار بود. پس از آن بود که زرتشتیان، وطن خود را تَرک کردند تا به دنبال آزادی مذهبی در هند باشند (و جامعهٔ پارسیان هندوستان را تشکیل دادند)؛ و پس از آن کسانی که به ایمان باستانی خود در ایران پایبند بودند، پیوسته در موقعیت یک اقلیت کوچکِ محروم، مورد آزار قرار گرفتند. فاقد تمام امتیازات و ملاحظات.
همانگونه که انتظار می‌رود با توجه به فصل‌های پیشین کتاب در مورد الهیات، مردان‌فرخ نوع توحیدِ اسلامی را مردود می‌داند چون خدایی قدرتمند را معرفی می‌کند که جهان و شر را در آن می‌آفریند به‌طوری که «هم کار خیر می‌کند و هم جنایت؛ حق و باطل، زندگی و مرگ، خیر و شر، همه از اوست.» مردان‌فرخ به آیاتی از قرآن اشاره می‌کند که در آن به نظر می‌رسد خدای متعال ممکن است مردم را گمراه کند. (آیه ۲۶ سورهٔ بقره) مردان‌فرخ بی‌درنگ از دیدگاه‌های مختلف می‌پرسد که: «چرا موجود مقدس با حکمت الهی و دغدغهٔ سعادت بشر، آزادانه جهان را قلمروی خطرناک و بحث‌برانگیز می‌سازد که در آن شر هست و مردم رنج می‌برند؟ یعنی اگر «اگر حریفی (جبههٔ جداگانهٔ شر) برای او وجود ندارد»، این موجود مقدس، تنها مسئول مصیبت‌هایی است که بشر متحمل شده است. «انسان با دانش و خرد اندکش… تا جایی که می‌تواند شیر و گرگ و دیگر موجودات مضر را در میان بچه‌های خود راه نمی‌دهد. …» با این حال، «چرا موجودِ مقدسِ مهربان اکنون اجازه داده است… شیاطین بر خود وارد شوند…؟» وقتی آدم را در بهشت قرار داد، «چرا آن باغ به دست او (خدا) مستحکم نشد تا آن فریبکار (شیطان) وارد آن نشود؟»

## برگردان‌های کتاب
متن فارسی میانهٔ این کتاب در دست و ترجمهٔ سانسکریت آن که توسط یک دانشمند زرتشتی هندی به نام دستور نریوسنگ دهاول انجام شده در دست است. البته این کتاب بعدها به پازند ترجمه شده. دو نسخهٔ قدیمی خطی از همین متن پازند با ترجمهٔ سانسکریت را، ادوارد ویلیام وست اساس کار خود قرار داده و در سال ۱۸۸۵ میلادی، آن را به زبان انگلیسی ترجمه کرده است و در سال ۱۸۸۷ متن پازند و ترجمهٔ سانسکریت را با تصحیح و فرهنگ واژگان، با همکاری دستور هوشنگ جاماسب جی جاماسب آسانا در بمبئی به چاپ رسانیده است. مناش، استاد دانشگاه فریبورگ هم این کتاب را با آوانویسیِ صورت پهلوی آن و ترجمه به فرانسه و شرح و توضیح به همراه فرهنگی از صورت پهلوی واژه‌های آن، به سال ۱۹۴۵ میلادی در سوئیس به چاپ رسانیده است.
ترجمهٔ انگلیسی این کتاب، ۱۳۵ صفحه دارد.
صادق هدایت چهار بخش پایانی آن کتاب را در کتابی به نام «گزارش گمان‌شکن» به پارسیِ نو برگردانده و بر آن مقدمه‌ای در ۱۴ صفحه نوشته است. واپسین ویراست این کتاب از آنِ رهام اشه است که به همراه برگردان انگلیسی آن به سال ۲۰۱۵ از سوی Erman در فرانسه چاپ شده است.